# The Table
The Table är ett berg i Kanada.   Det ligger i provinsen British Columbia, i den sydvästra delen av landet, 3 500 km väster om huvudstaden Ottawa. Toppen på The Table är 2 021 meter över havet, eller 247 meter över den omgivande terrängen. Bredden vid basen är 1,7 km. The Table ligger vid sjön Garibaldi Lake.
Terrängen runt The Table är bergig österut, men västerut är den kuperad.Runt The Table är det mycket glesbefolkat, med 2 invånare per kvadratkilometer.. Det finns inga samhällen i närheten. 
Trakten runt The Table är permanent täckt av is och snö.